# 金珉周 (1997年)
金珉周（韓語：김민주，1997年06月18日—），韓國女演員。

## 演出作品

### 劇集
| 年份 | 播放平台 | 劇名           | 角色   | 備註 |
| 2025 | tvN      | 《牽牛和仙女》 | 具度蓮 | 配角 |

### 話劇
| 年份 | 劇目             | 角色 | 時間        | 備註  |
| 2024 | 《不存在的時間》 |      | 08.02~08.04 | [ 3 ] |

## 外部連結
- 官方网站
- 金珉周的Instagram帳戶
- 金珉周在NAVER上的资料
- 金珉周在Daum上的资料
- 金珉周在HanCinema的頁面（英文）